# Буэно, Себастьян
Себастьян Андрес Буэно (род. 24 октября 1981 года в Хунине, Буэнос-Айрес) — аргентинский футболист, нападающий.

## Карьера
Буэно родился в Хунине, провинция Буэнос-Айрес, и начал карьеру в клубе «Атлетико Сармьенто». Буэно был в составе молодёжной сборной Аргентины на чемпионате мира 2001 года. Его вызвали в команду из-за травмы Алехандро Дамиана Домингеса. Он выиграл чемпионат, но не провёл на турнире ни одного матча. В сезоне 2001/02 Апертуры он был подписан клубом высшего дивизиона, «Банфилд», который базируется в Большом Буэнос-Айресе. В следующем сезоне он перешёл в клуб Примеры B Насьональ, «Кильмес». В Апертуре 2003 года он перешёл в «Унион Санта-Фе». В 2004 году он перебрался в клуб чилийской Примеры, «Депортес Ла-Серена», где провёл один сезон. Затем он вернулся в Аргентину, перейдя в «Сан-Мартин Сан-Хуан» на Клаусуру 2005, а в марте 2006 года стал игроком бразильского клуба «Интернасьонал Лимейра» из Серии А2 Лиги Паулиста. В октябре 2006 года он перебрался в итальянский клуб Серии C2, «Катандзаро». Благодаря тому, что у Буэно было гражданство ЕС, он мог подписывать контракты с клубами итальянских низших дивизионов, которые не могут покупать легионеров не из ЕС. Он забил 16 голов в первом сезоне, за что получил прозвище «Убийца». Но во втором сезоне он отметился лишь три раза, и в январе 2008 года он присоединился к «Беневенто». В сентябре 2011 года он подписал годичный контракт с «Перуджей».